# Islas Izu
Las islas Izu o archipiélago Izu (伊豆諸島 Izu-shōtō?) son un grupo de islas volcánicas de Japón que se extiende al sur y al este desde la península de Izu en Honshu. Administrativamente, forman parte de la prefectura de Tokio, dividiéndose en tres subprefecturas (hay algunas islas no incorporadas a ninguna subprefectura). Se integran dos ciudades y seis aldeas. La mayor de las islas es Izu Ōshima, generalmente llamada solo Ōshima..Todas las islas forman parte del parque nacional Fuji-Hakone-Izu.
Aunque suelen llamarse las «Siete Islas de Izu» (伊豆七島, en japonés), en realidad hay más de una docena de islas e islotes. Nueve de ellos están habitadas actualmente.
En las islas se habla el divergente idioma Hachijō.

## Historia
De forma resumida, los principales hechos en la historia de las islas son:
- 680: se estableció la provincia de Izu, separándose de la provincia de Suruga. En ese momento, las islas de Izu pertenecían a Kamo-gun.[2]
- Siglo XII y posiblemente antes: utilizadas como asentamientos de convictos japoneses.[3]
- 1643: el explorador neerlandés Maarten Gerritsz Vries las llamó «archipiélago De Vries».[4]
- 14 de noviembre de 1871 (25 de diciembre de 1871): debido a la primera integración prefectural, quedaron bajo la jurisdicción de la prefectura de Ashigara.[5]
- 1876 (Meiji 9), 18 de abril: debido a la segunda integración prefectural, quedaron bajo la jurisdicción de la prefectura de Shizuoka.[6]
- 1878 (Meiji 11), 11 de enero: quedaron bajo la jurisdicción de la Prefectura de Tokio.[7]

## Geografía

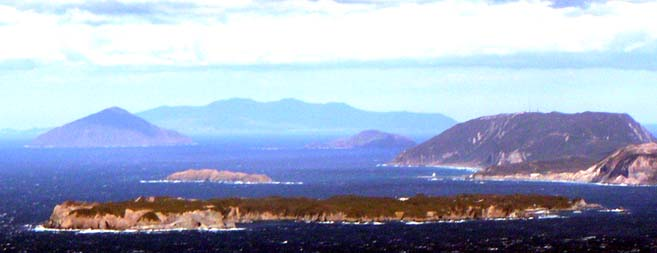
Shikinejima desde Kozushima. Más lejos: Ōshima; izquierda: Toshima; derecha: Niijima; más pequeño: Jinai-tō.

Las islas Izu se extienden al sureste desde la península de Izu en Honshu y cubren un área de aproximadamente 301,56 km². Hay nueve islas habitadas con una población total de 24.645 personas (en 2009 ) repartidas en 296,56 km². La más grande de ellas es Izu Oshima (8.346 habitantes, 91,06 km²), la más pequeña Toshima (292 habitantes, 4,12 km²). De las islas habitadas, siete son conocidas tradicionalmente como las "Siete de Izu": Oshima, Toshima, Niijima, Kozushima, Miyakejima, Hachijōjima y Mikurajima, aunque a veces también se incluyen Shikinejima y Aogashima.
Durante el período Edo, Nii-jima, Miyake-jima y Hachijō-jima sirvieron como lugares de exilio para criminales.
Las subtropicales islas de Ogasawara, que también forman parte administrativamente de la Metrópolis de Tokio, se encuentran más al sur. Forman un extenso archipiélago de más de treinta islas a unos 1000 km al sur de Tokio.
Las islas principales son las siguientes:
- Izu Ōshima u Ōshima
- Toshima
- Niijima
- Shikinejima
- Kōzushima
- Miyakejima
- Mikurajima
- Hachijōjima
- Aogashima
- Rocas Bayonnaise
- Sumisutō
- Torishima
- Sōfugan

### Islas
| Imagen                   | Nombre Kanji                                   | Área km2 | Pob. 2007   | Altitud m | Nombre del pico          | Coordenadas                                  |
| ------------------------ | ---------------------------------------------- | -------- | ----------- | --------- | ------------------------ | -------------------------------------------- |
|                          | Izu Ōshima 伊豆大島                            | 91.06    | 8472        | 764       | Mihara                   | 34°44′N 139°24′E / 34.733, 139.400           |
|                          | Toshima 利島                                   | 4.12     | 304         | 508       | Miyatsuka                | 34°31′N 139°17′E / 34.517, 139.283           |
|                          | Udone-shima 鵜渡根島                           | 0.4      | [ tabla 1 ] | 210       |                          | 34°28′21″N 139°17′38″E / 34.47250, 139.29389 |
|                          | Niijima (con Hanshima y Jinai-tō) 新島         | 23.87    | 2420        | 432       | Miyatsuka                | 34°22′N 139°16′E / 34.367, 139.267           |
|                          | Shikinejima 式根島                             | 3.9      | 600         | 109       | Kambiki                  | 34°19.5′N 139°13′E / 34.3250, 139.217        |
|                          | Kōzushima 神津島                               | 18.48    | 1914        | 574       | Tenjō-zan                | 34°13′N 139°9′E / 34.217, 139.150            |
|                          | Miyake-jima 三宅島                             | 55.44    | 2382        | 815       | Oyama                    | 34°5′N 139°32′E / 34.083, 139.533            |
|                          | Ōnohara-jima 大野原島                          | 0.2      | -           | 114       | Koyasu                   | 34°02′53″N 139°23′02″E / 34.04806, 139.38389 |
|                          | Mikurajima 御蔵島                              | 20.58    | 313         | 851       | Oyama                    | 33°52.5′N 139°36′E / 33.8750, 139.600        |
|                          | Inamba-jima 藺灘波島                           | 0.005    | -           | 74        |                          | 33°38′53″N 139°18′08″E / 33.64806, 139.30222 |
| Subprefectura de Hachijo |                                                |          |             |           |                          |                                              |
|                          | Hachijōjima 八丈島                             | 62.52    | 8363        | 854       | Nishiyama (Hachijō-Fuji) | 33°7′N 139°47′E / 33.117, 139.783            |
|                          | Hachijō-kojima 八丈小島                        | 3.08     | [ tabla 2 ] | 616.8     | Taihei-zan               | 33°7′31″N 139°41′18″E / 33.12528, 139.68833  |
|                          | Aogashima 青ヶ島                               | 8.75     | 192         | 423       | Maruyama (Ō-Toppu)       | 32°27′29″N 139°46′04″E / 32.45806, 139.76778 |
|                          | Rocas Bayonnaise --- Myōjin-shō ベヨネース列岩 | 0.01     | -           | 9.9       |                          | 31°53′14″N 139°55′03″E / 31.88722, 139.91750 |
|                          | Sumisutō 須美寿島                              | 0.03     | -           | 136       |                          | 31°26′13″N 140°02′49″E / 31.43694, 140.04694 |
|                          | Tori-shima 鳥島                                | 4.79     | [ tabla 3 ] | 394       | Iō-zan                   | 30°28′48″N 140°18′22″E / 30.48000, 140.30611 |
|                          | Sōfugan 孀婦岩                                 | 0.0037   | -           | 99        |                          | 29°47′39″N 140°20′31″E / 29.79417, 140.34194 |
| 1. 2. 3.                 |                                                |          |             |           |                          |                                              |

## Divisiones administrativas
Las islas Izu se dividen en dos ciudades (Oshima y Hachijojima) y seis aldeas (las islas habitadas restantes). Se forman tres subprefecturas de Japón por encima de los municipios como sucursales del gobierno Metropolitano de Tokio.
Todas las islas (más de una docena en total) se encuentran incluidas en el parque nacional Fuji-Hakone-Izu. Las cuatro islas más meridionales no están bajo la administración de ninguna ciudad o aldea de la subprefectura de Hachijō, sino que son áreas no incorporadas. Torishima está actualmente deshabitada, pero es un importante refugio para las aves.
Las islas desiertas entre las islas Aogashima y Ogasawara, a saber, las rocas Bayonnaise (Beyonēzu Retsugan), isla Smith (Sumisu-tō), Torishima y Sōfugan ('Esposa de Lot', Sōfu-iwa), no pertenecen a ninguna municipalidad —aunque tanto la ciudad de Hachijō como la aldea de Aogashima reclaman derechos administrativos— están bajo el control directo de la subprefectura de Hachijō.
- Subprefectura de Ōshima
  -  Ciudad de Ōshima: Izu Ōshima
  - Pueblo de Toshima: Toshima
  - Pueblo de Niijima: Niijima, Shikinejima y Udoneshima
  - Pueblo de Kōzushima: Kōzushima
- Subprefectura de Miyake
  - Pueblo Miyake: Miyakejima y Ōnoharajima
  - Pueblo Mikurajima: Mikurajima y Inambajima
- Subprefectura de Hachijō
  -  Ciudad de Hachijō: Hachijōjima y Hachijōkojima
  -  Pueblo de Aogashima: Aogashima
  - no incorporado: rocas Bayonnaise (Beyonēzu Retsugan), Sumisutō, Torishima y Sōfu-iwa

## Demografía
Aunque la población de las islas Izu ha ido disminuyendo, el ritmo es menos acusado que en otras islas japonesas aisladas.[cita requerida]
| Año  | Islas Izu | Islas japonesas aisladas | Total Japón |
| ---- | --------- | ------------------------ | ----------- |
| 1960 | 38 707    | 923 062                  | 94 301 623  |
| 1970 | 32 539    | 736 712                  | 104 665 171 |
| 1980 | 31 902    | 630 536                  | 117 060 396 |
| 1990 | 30 032    | 546 505                  | 123 611 167 |
| 2000 | 28 756    | 472 312                  | 126 925 843 |
| 2005 | 26 242    | 422 712                  | 127 767 994 |

En las islas se habla el divergente  idioma Hachijō.

## Infraestructuras

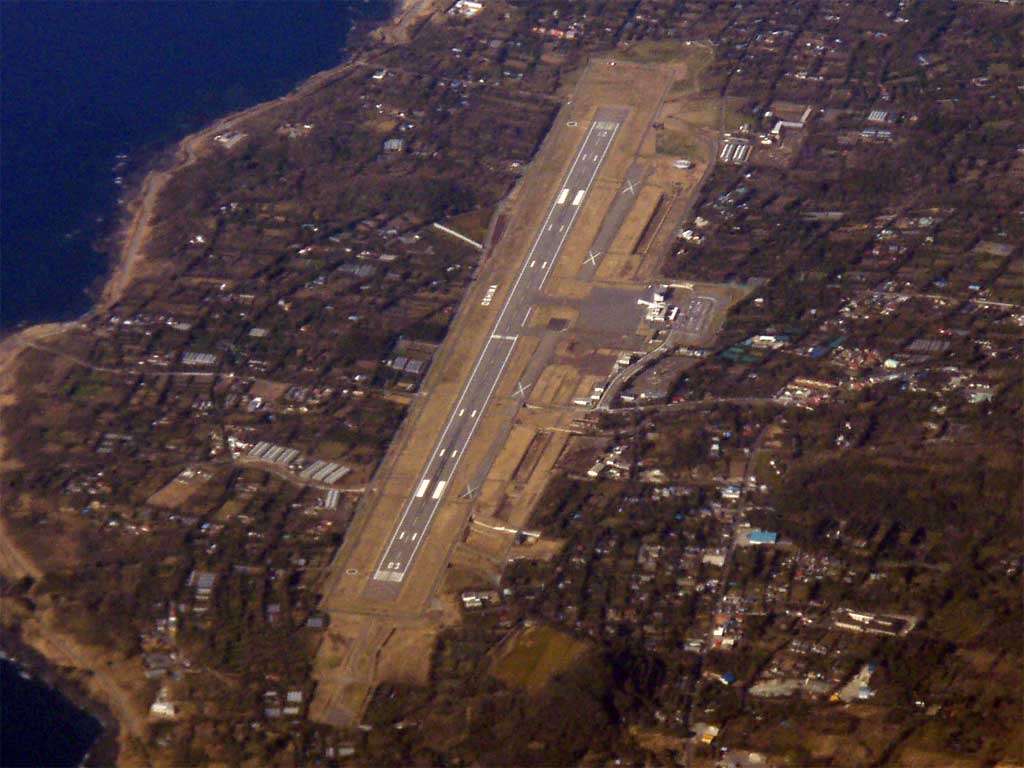
Aeropuerto de Oshima.

Las principales industrias son la pesca, la agricultura y el turismo. Los lugares más pintorescos de las islas se llenan de turistas durante el verano. Las actividades turísticas más populares son la natación, el buceo, el surf, la pesca, la observación de aves y el trekking.[cita requerida]
El transporte entre las islas, mediante barcos de carga y pasajeros, hidroplanos y aviones, está respaldado por puertos en todas las islas habitadas y cinco aeropuertos (a las islas pequeñas se puede llegar en helicóptero).[cita requerida]
Hay 5 aeropuertos, 15 puertos y 19 puertos pesqueros. Los vuelos desde Tokio tardan 30 minutos, los barcos entre 7 y 10 horas y los hidroplanos completan la ruta en aproximadamente dos horas. El transporte en las islas se considera fundamental para la calidad de vida, por lo que se han construido unos 215 km de carreteras principales pavimentadas para el tránsito de diversos tipos de vehículos.[cita requerida]
No había electricidad en las islas antes de 1953, pero en 1962 el 98% de la superficie recibía electricidad.[cita requerida]

## Geología
Las islas ocupan la parte norte del arco Izu-Bonin-Mariana, que se extiende hasta la península de Izu y el monte Fuji, en la parte continental de la isla de Honshū, que son las extensiones septentrionales del arco volcánico de Izu. El arco de Izu termina allí en una triple unión tectónica.
La actividad volcánica es frecuente en la zona. Treinta y una personas murieron cuando el buque de investigación Kaiyō Maru no 5  fue destruido durante la erupción del Myōjin-shō en 1953. La actividad volcánica, incluida la liberación de gases nocivos, obligó a la evacuación de Miyake-jima en el año 2000. Se permitió a los residentes regresar permanentemente a la isla en febrero de 2005, pero se les exigió que llevaran máscaras de gas por si acaso se produjeran futuras emisiones volcánicas. [ cita requerida ]
Para manejar los diversos tipos de desastres naturales que amenazan la región, incluidos tsunamis, tormentas, inundaciones y vulcanismo, el gobierno Metropolitano de Tokio ha desarrollado medidas de prevención y seguridad, que incluyen mapas de peligros y guías de evacuación, radios, señales y un sistema de transporte para suministros de emergencia.[cita requerida]

## Ecología
El archipiélago de Izu, una cadena de islas volcánicas, está formado por islas oceánicas que se formaron hace relativamente poco tiempo (unos pocos millones de años) sin ninguna conexión previa con el Japón continental. A diferencia de las islas aisladas del Pacífico, como las islas Hawái y las islas Galápagos, las islas de Izu se encuentran cerca del continente y, por lo tanto, han sido colonizadas con frecuencia por diversas especies mediante la dispersión transoceánica desde el continente o desde islas adyacentes. Esto las hace interesantes para el estudio de los procesos ecológicos y evolutivos.
La Campanula (campanilla) colonizó todo el archipiélago en un único evento. De igual manera, los caracoles Euhadra, endémicos de Japón, poblaron las islas en un solo evento, y todos los individuos de las islas habitadas poseen un haplotipo idéntico. Los ratones Apodemus, por otro lado, colonizaron las islas desde tierra firme en dos eventos independientes.

## Galería de imágenes

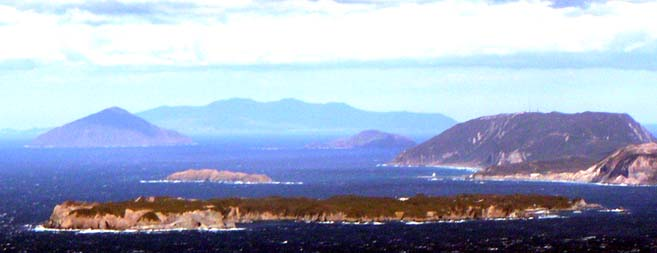
Shikinejima
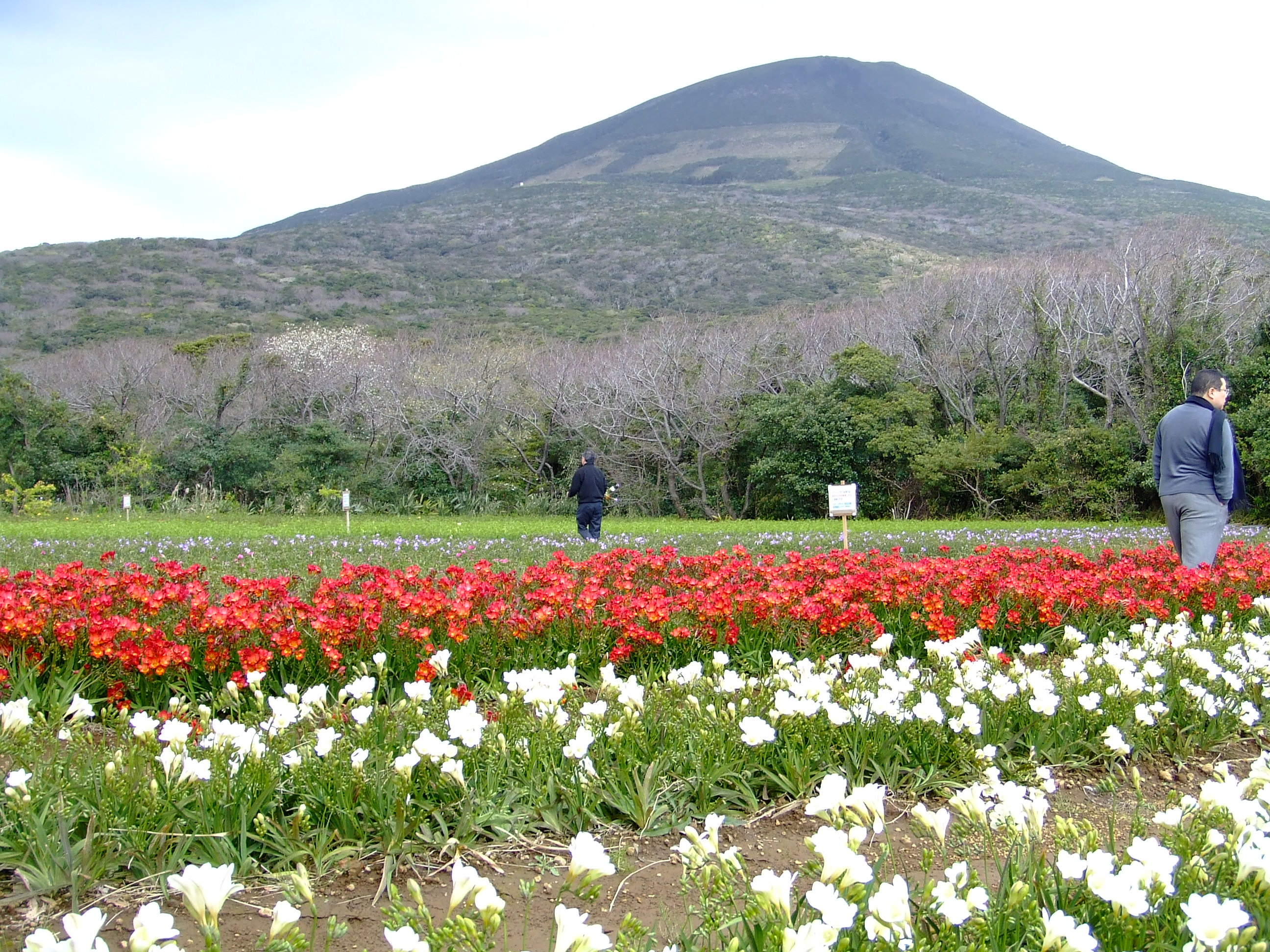
Hachijojima
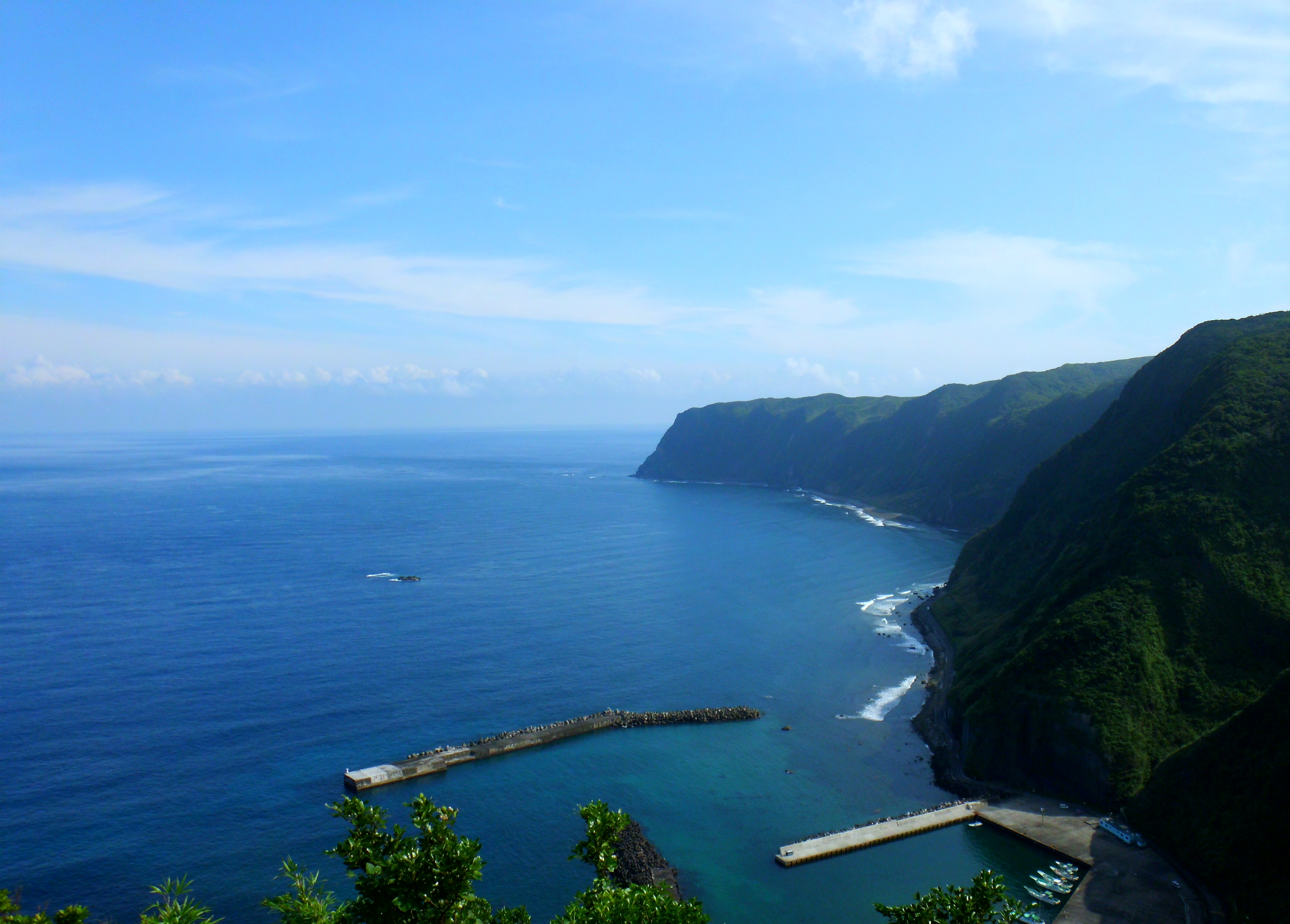
Hachijojima
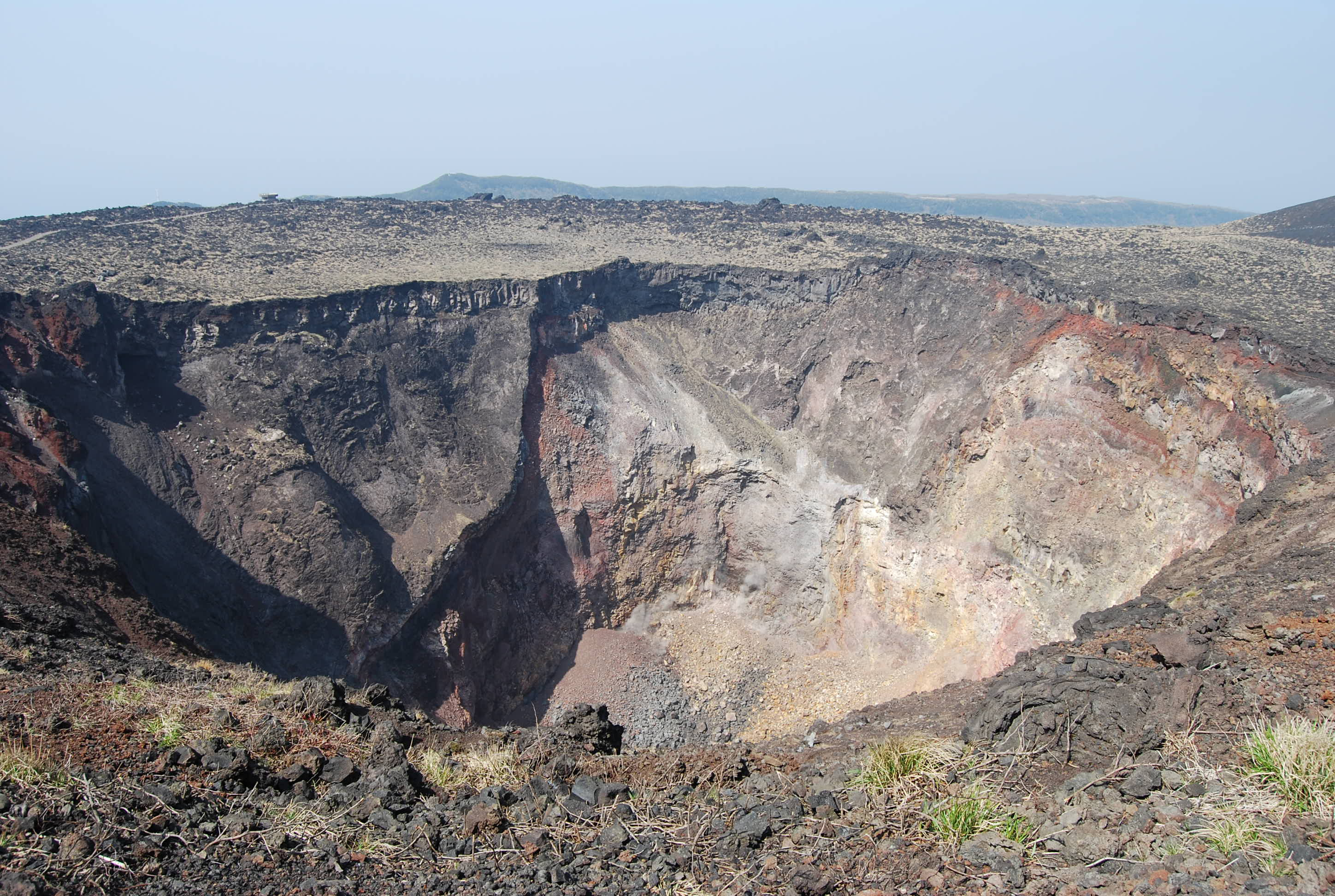
Mihara
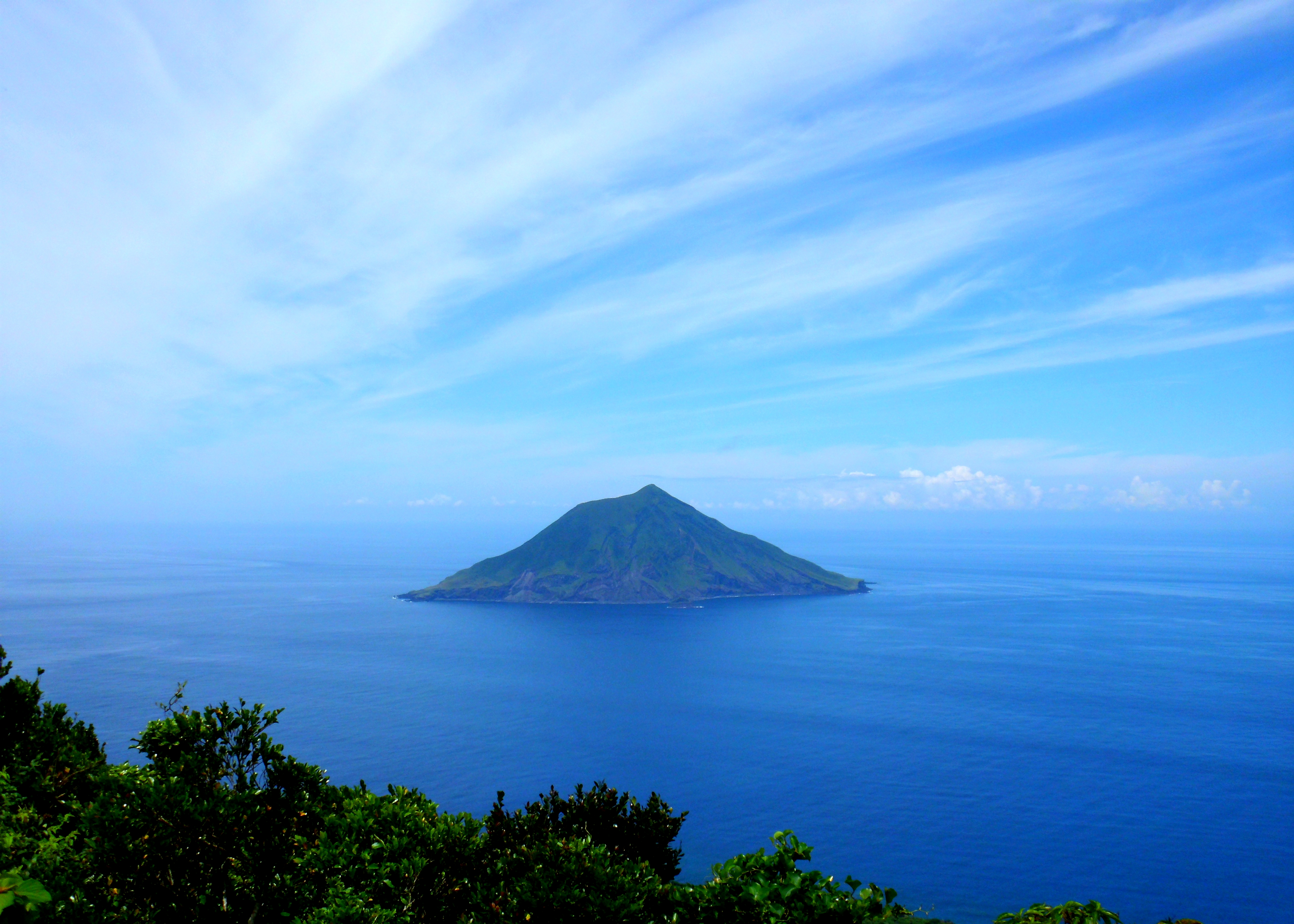
Hachijō-kojima